# Promenade Maurice-Carême
Ne doit pas être confondu avec Passage Antoine-Carême.
Pour les articles homonymes, voir Carême (homonymie).
La promenade Maurice-Carême est une voie publique piétonnière de l’île de la Cité, au centre de Paris, dans le 4e arrondissement et le quartier Notre-Dame.

## Origine du nom
Cette voie porte le nom de Maurice Carême (1899-1978), poète et romancier belge d’expression française.

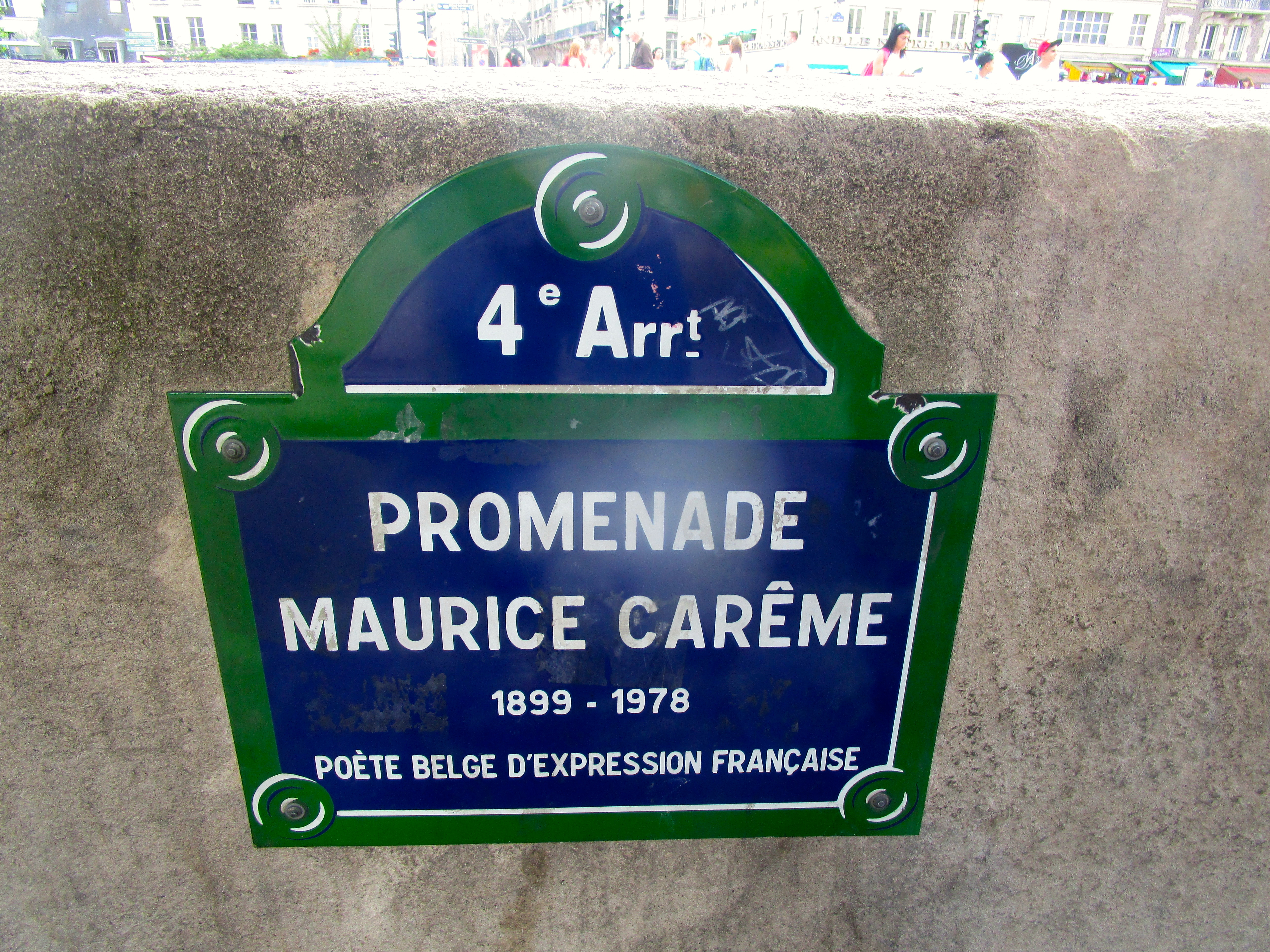
Plaque de rue de la promenade Maurice-Carême.

## Historique
Elle a pris sa dénomination par arrêté municipal du 13 juin 2000.

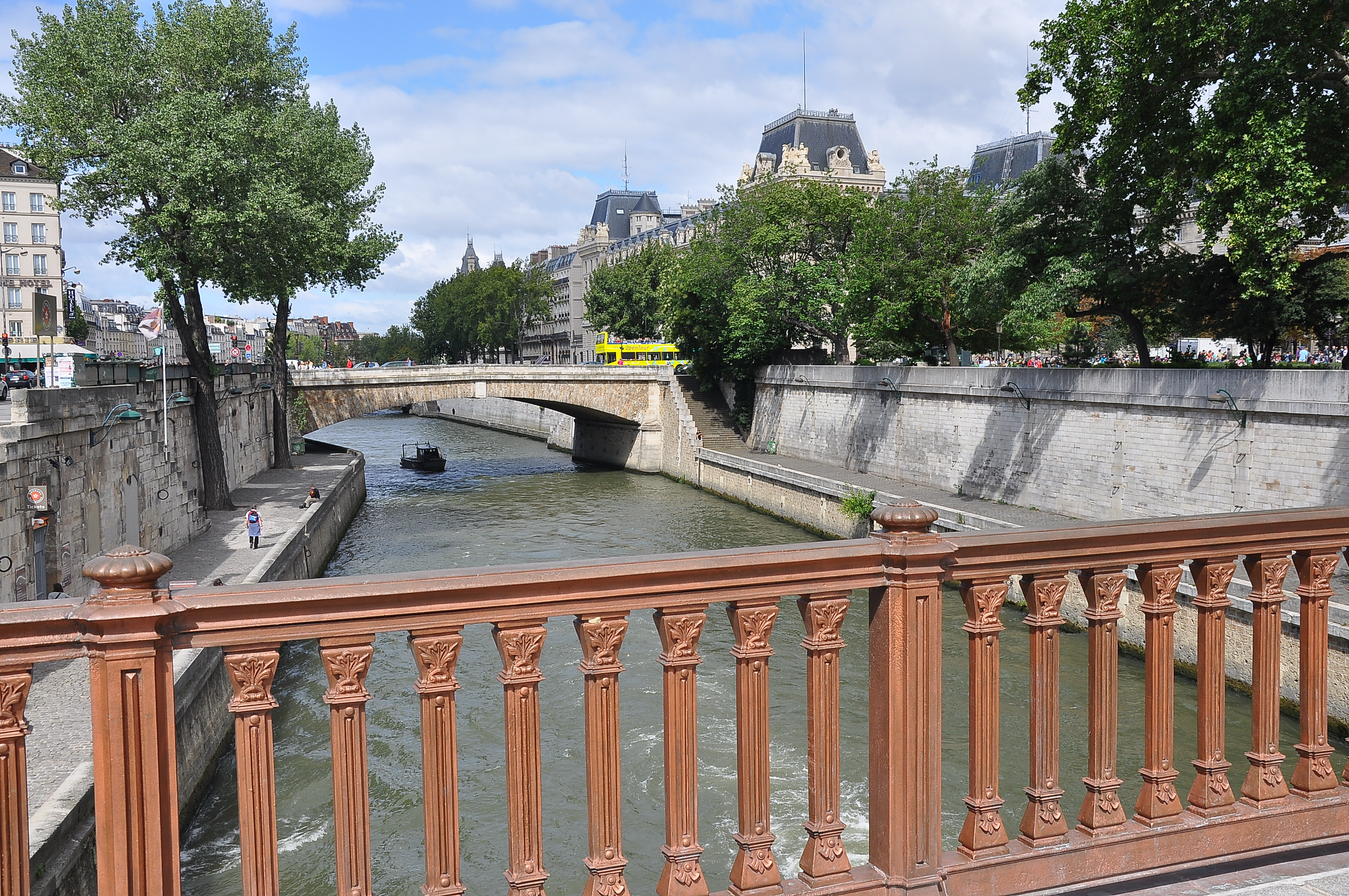
Vue du pont au Double.
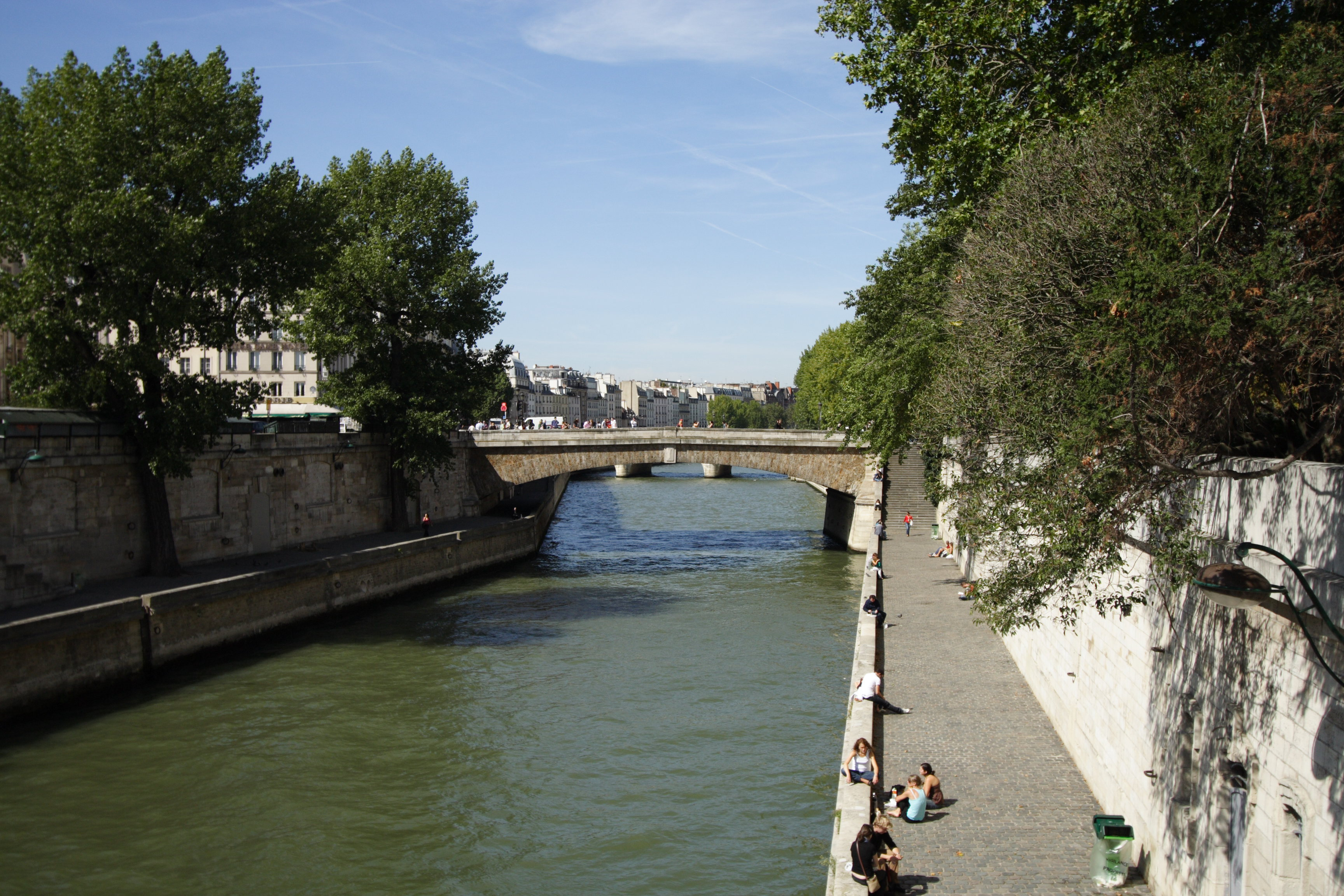
Vue globale.
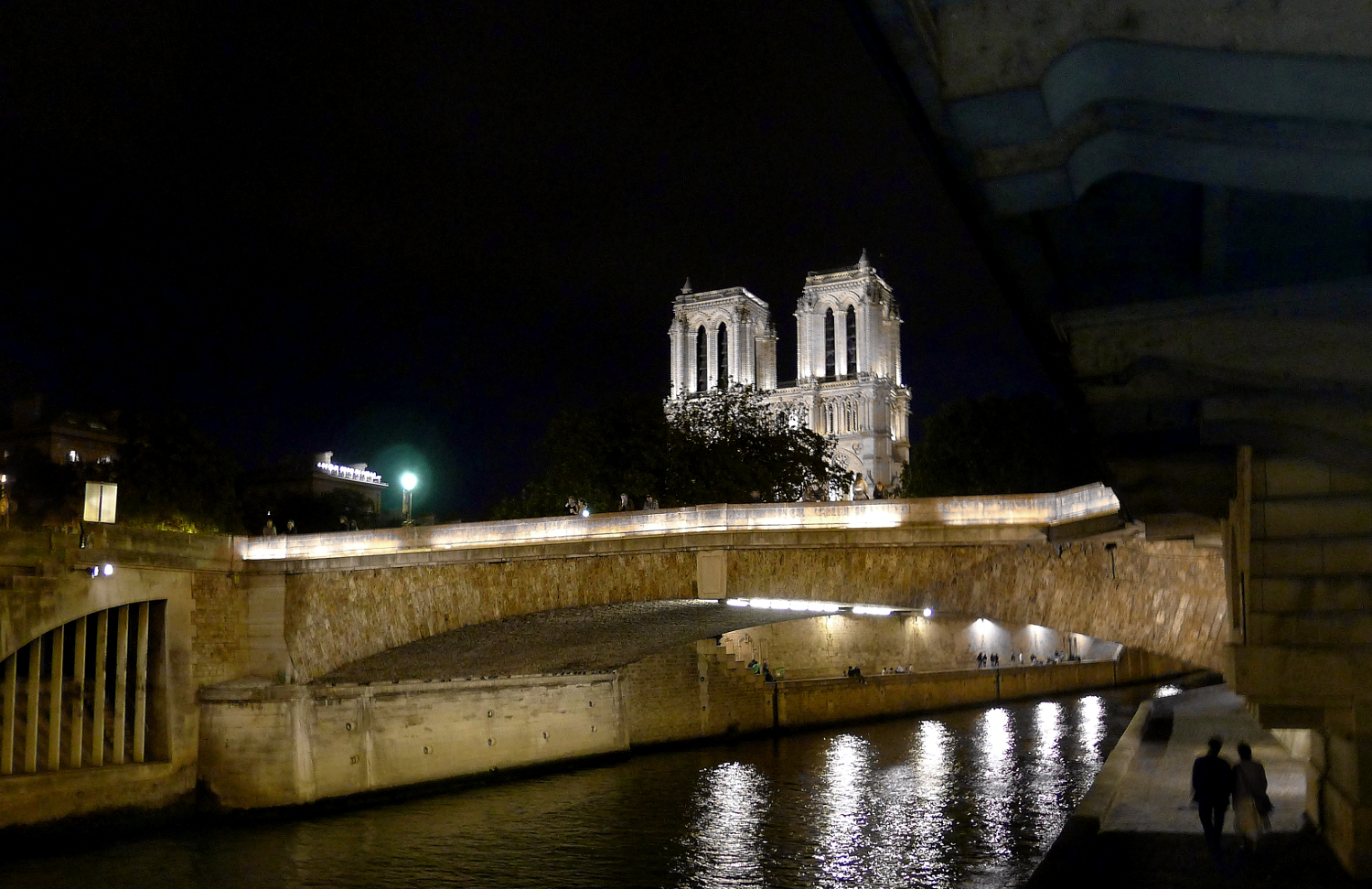
Promenade la nuit.
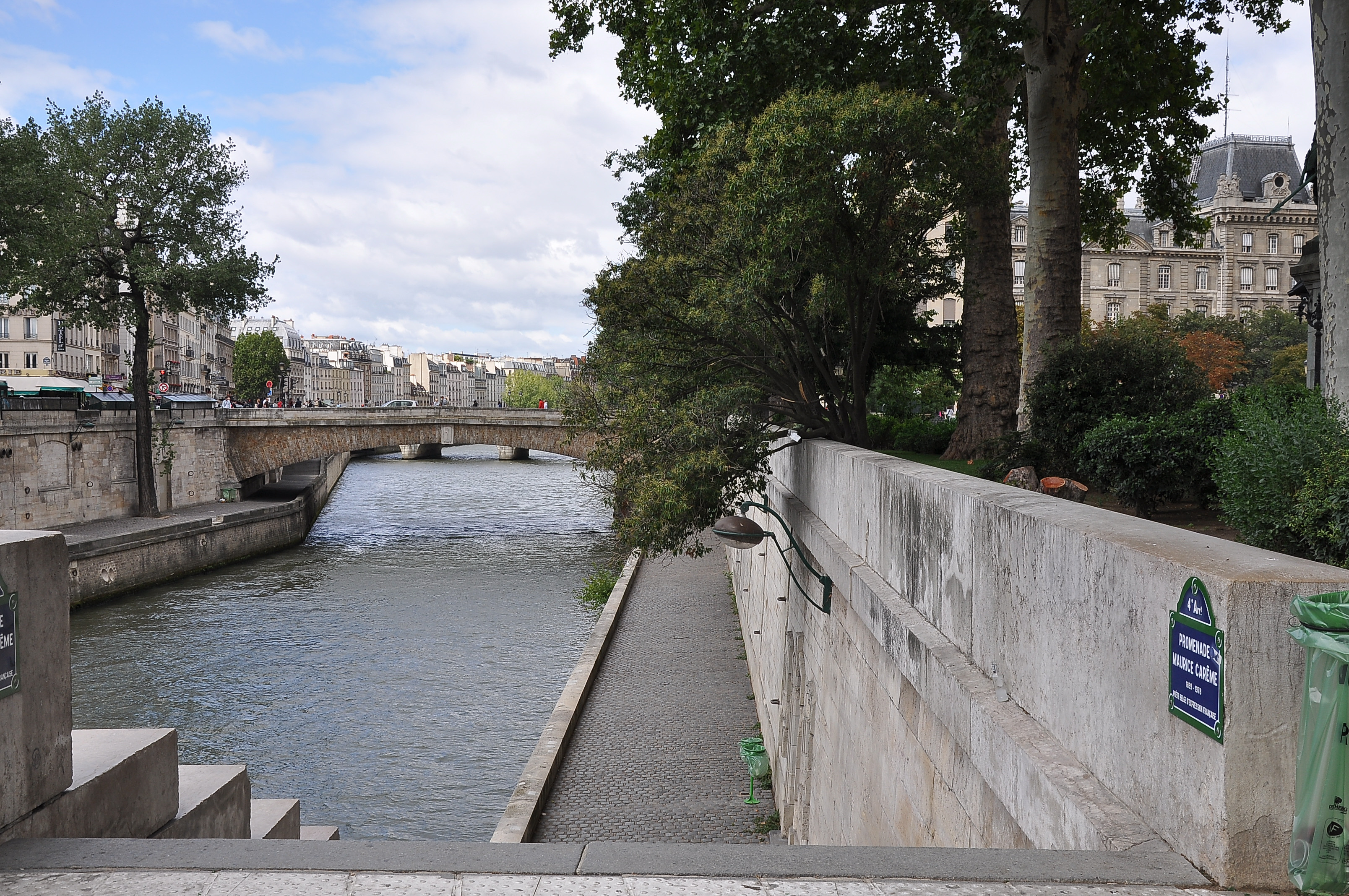
La descente vers la promenade du pont au Double.
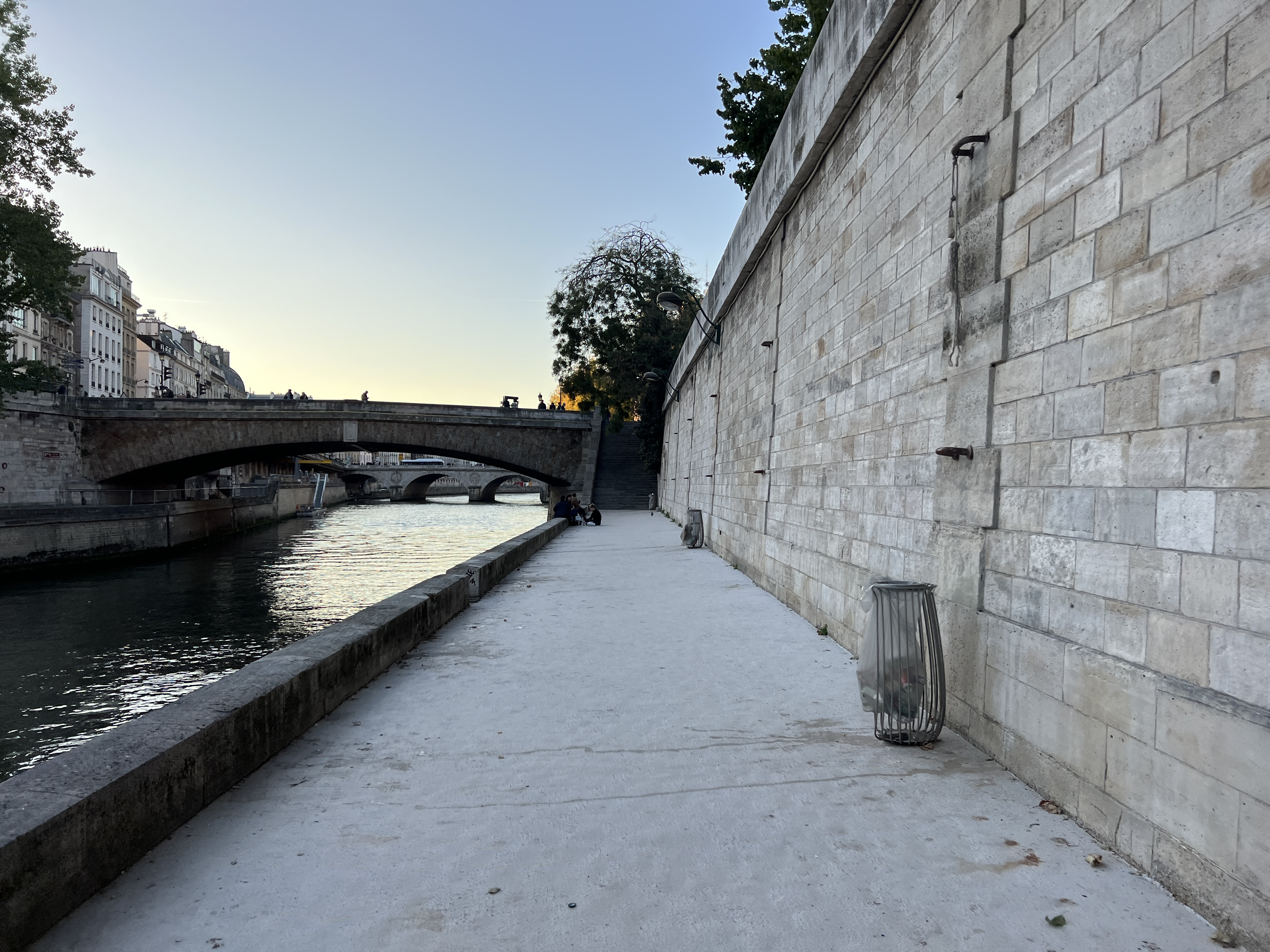
Vue de la promenade.
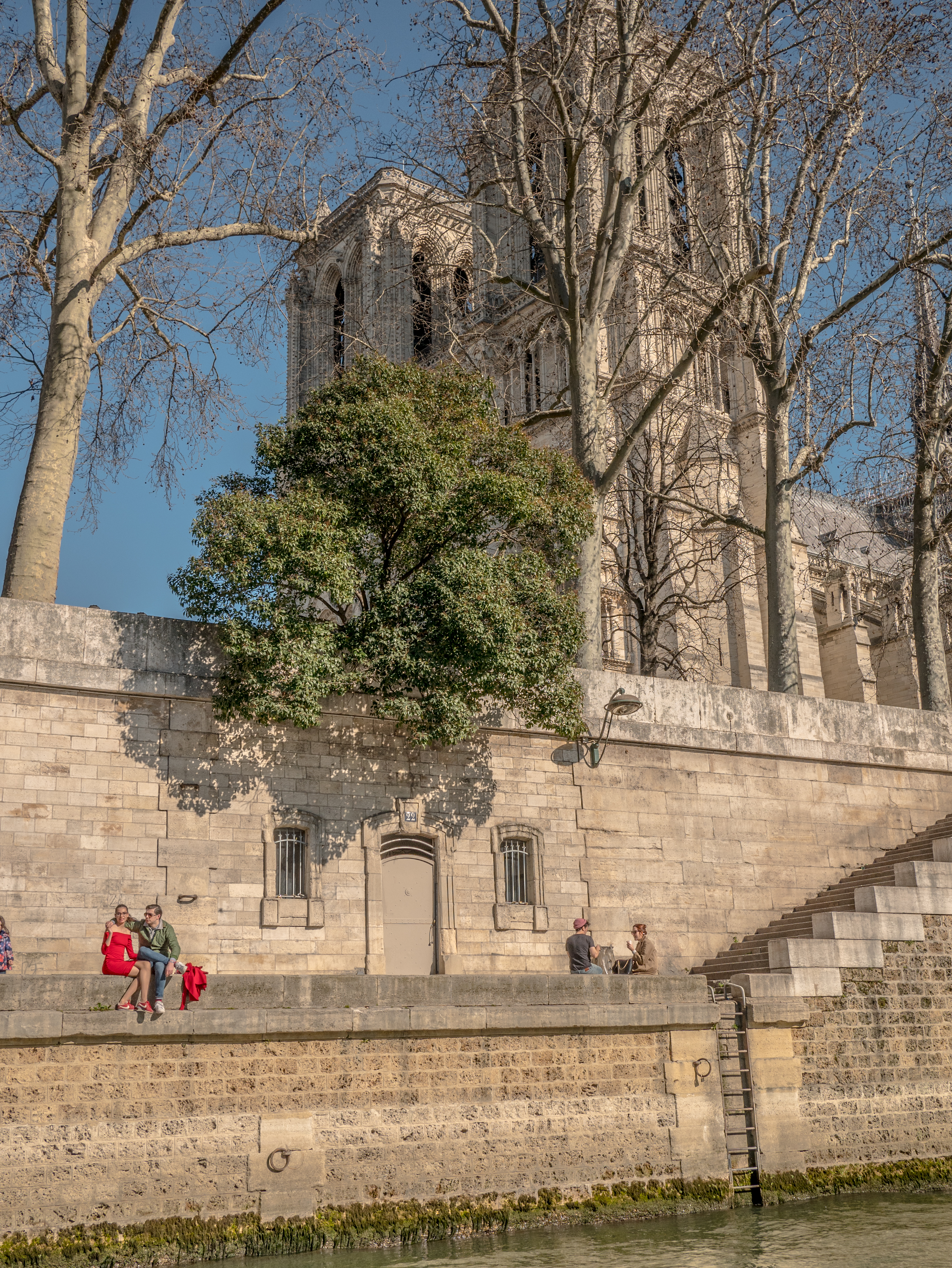